# Боравське (гміна Пшитули)
Боравське (пол. Borawskie) — село в Польщі, у гміні Пшитули Ломжинського повіту Підляського воєводства.
Населення — 71 особа (2011).

## Демографія
Демографічна структура станом на 31 березня 2011 року:
|          | Загалом | Допрацездатний вік | Працездатний вік | Постпрацездатний вік |
| -------- | ------- | ------------------ | ---------------- | -------------------- |
| Чоловіки | 31      | 10                 | 18               | 3                    |
| Жінки    | 40      | 14                 | 20               | 6                    |
| Разом    | 71      | 24                 | 38               | 9                    |